# Zigmunds Jansons
Zigmunds Jansons (ur. 6 lipca 1972, zm. 19 września 2024) – łotewski zapaśnik walczący w stylu klasycznym. Zajął siódme miejsce na mistrzostwach świata w 1995 i 1998. Siódmy na mistrzostwach Europy w 1997; ósmy w 1998. Trzeci na igrzyskach bałtyckich w 1997 i dziesiąty w 1993 roku.